# Günther Rall

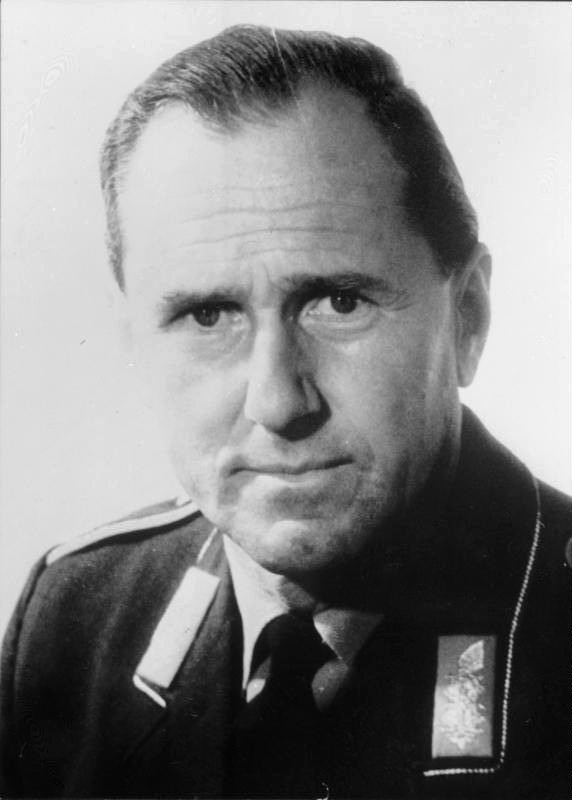
Generalleutnant Günther Rall, Inspekteur der Luftwaffe (1970)

Günther Rall (* 10. März 1918 in Gaggenau; † 4. Oktober 2009 in Bad Reichenhall) war ein deutscher Offizier, zuletzt Generalleutnant der Luftwaffe der Bundeswehr. Im Zweiten Weltkrieg wurde er mit 275 Abschüssen zum dritterfolgreichsten Jagdflieger der Luftkriegsgeschichte (nach Erich Hartmann und Gerhard Barkhorn). 1970 wurde er Kommandierender General des Luftflottenkommandos, von 1971 bis 1974 war er Inspekteur der Luftwaffe und 1974/75 deutscher Vertreter im NATO-Militärausschuss.

## Leben

### Kindheit und Jugendjahre
Rall wuchs in Gaggenau gemeinsam mit seiner älteren Schwester Lotte in einem konservativ-protestantisch geprägten Elternhaus auf. Sein Vater war zu jenem Zeitpunkt Prokurist bei der Eisenwerke Gaggenau AG. Nach dem Umzug nach Stuttgart war Rudolf Rall selbstständiger Kaufmann. Er war außerdem Mitglied im „Stahlhelm“ und stand – „im Herzen Monarchist“ – der DNVP nahe. Günther Ralls Mutter Minna war sehr im kirchlichen Gemeindeleben engagiert und erzog ihre Kinder dementsprechend. 
Günther Rall besuchte das humanistisch geprägte Karls-Gymnasium in Stuttgart, wechselte 1935 auf die Napola Backnang und legte dort 1936 sein Abitur ab.

### Militärische Laufbahn

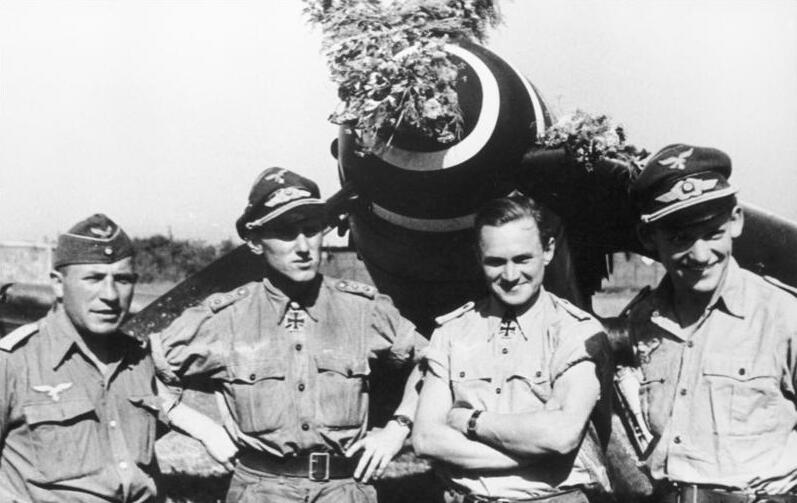
Günther Rall (Zweiter von links) nach seinem 200. Abschuss mit Kameraden, u. a. Walter Krupinski (Zweiter von rechts), Ukraine, August 1943

#### Wehrmacht
Nach dem Reichsarbeitsdienst trat er am 4. Dezember 1936 als Offizieranwärter in das Heer beim Infanterieregiment 13 ein. Am 1. Juli 1938 wechselte er als Oberfähnrich zur Luftwaffe, in der er nach Absolvierung seiner Ausbildung zum Jagdflieger als Leutnant dem Jagdgeschwader 52 zugeteilt wurde. In diesem Geschwader verbrachte er die meiste Zeit des Zweiten Weltkrieges. Er errang seinen ersten Luftsieg am 18. Mai 1940 während des Westfeldzuges bei Metz. Diesem sollten im Verlauf des Krieges noch 274 weitere bestätigte Luftsiege folgen. 1941 kam das Geschwader bei den Kämpfen von Kreta sowie beim Unternehmen Barbarossa zum Einsatz. Nachdem er im November 1941 abgeschossen worden war, musste er bis Juli 1942 wegen einer schweren Rückenverletzung im Wiener Universitätsklinikum behandelt werden. Dabei lernte er seine spätere Ehefrau Hertha kennen, die ihn als Ärztin behandelte. Er kehrte in sein Geschwader zurück und wurde in der Folgezeit, gemessen an den Abschusszahlen, zum dritterfolgreichsten Jagdflieger der Geschichte nach Erich Hartmann und Gerhard Barkhorn. Er wurde wegen seiner Erfolge von der NS-Propaganda zum Idol stilisiert und erhielt hohe Auszeichnungen. Diese Tatsachen halfen ihm im Jahre 1943, ein Gerichtsverfahren gegen sich ohne Konsequenzen zu überstehen (seine spätere Frau hatte im Jahre 1938 in Wien mehreren jüdischen Bürgern nach dem Anschluss Österreichs bei der Ausreise geholfen).

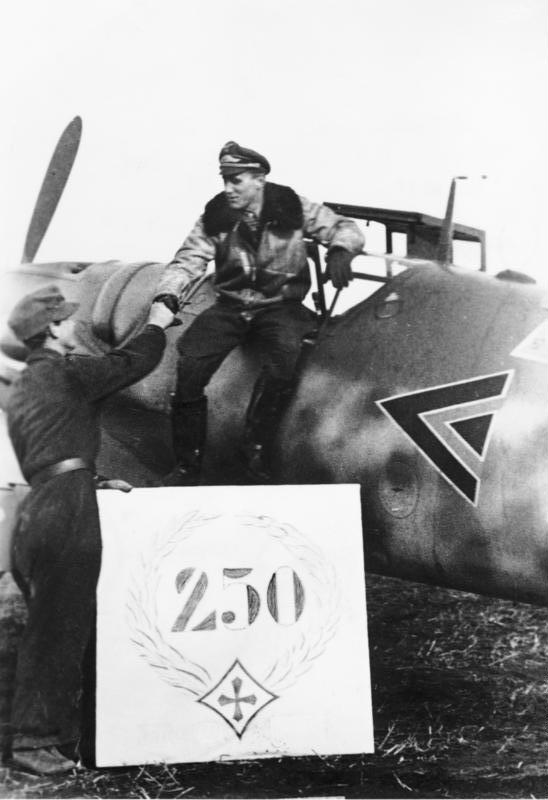
Rall beim Aussteigen aus seiner Messerschmitt Bf 109 nach seinem 250. Luftsieg (Nov. 1943)

Im April 1944 wurde er, damals im Rang eines Majors und mit 273 Luftsiegen erfolgreichster Jagdflieger der Luftwaffe, zur Reichsverteidigung in den Westen beordert, wo er Gruppenkommandeur der II. Gruppe im JG 11 wurde. 
Rall (und Walter Krupinski) entkamen dadurch aus einem Kessel auf der Halbinsel Krim.
Am 12. Mai 1944 wurde er unmittelbar nach seinem 275. und letzten Luftsieg abgeschossen. Mehrere Monate hatte er mit einer schweren Wundinfektion zu kämpfen. Im November 1944 wurde er Kommandeur der Verbandsführerschule des Generals der Jagdflieger. In den letzten zwei Kriegsmonaten führte er als Kommodore das JG 300. Er kam nach der bedingungslosen Kapitulation der Wehrmacht in Kriegsgefangenschaft und wurde bereits im August 1945 entlassen.
Danach arbeitete Rall zunächst als Manager bei der Abholzung von Wäldern im Südwesten Deutschlands mit, eine Maßnahme, die aufgrund einer Borkenkäferplage notwendig geworden war. Später arbeitete er bei Siemens & Halske. Seine Ehefrau war zunächst als Ärztin in einem Kinderkrankenhaus, später im Internat Schloss Salem (Baden) tätig; dort war auch Rall selbst zeitweise beschäftigt.

#### Bundeswehr

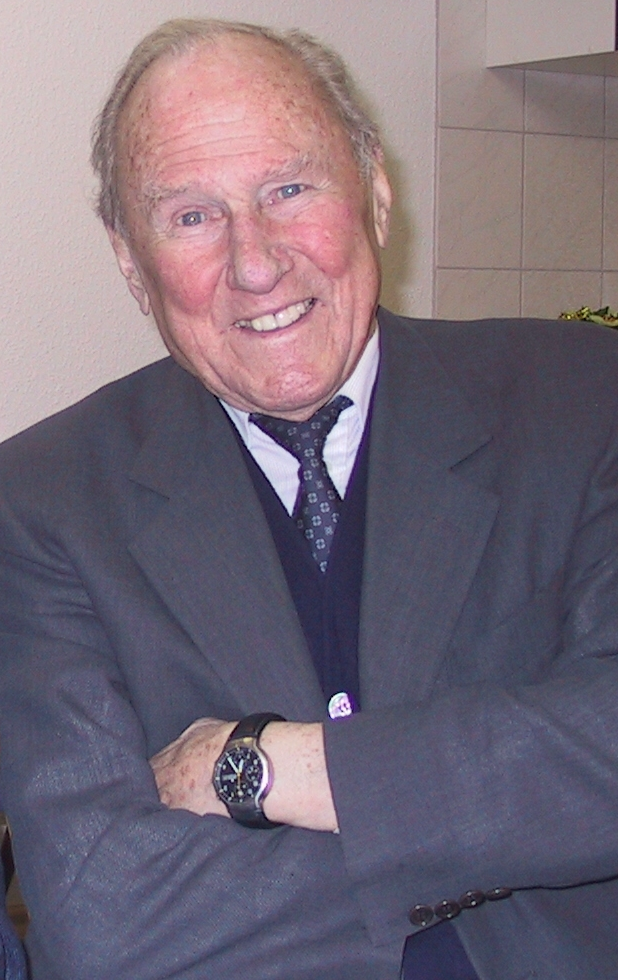
Rall im Jahr 2004

Mit Wirkung vom 1. Januar 1956 wurde Rall als Major in die Bundeswehr übernommen. Von September 1956 bis März 1957 erhielt er eine Ausbildung auf der North American T-6 sowie der strahlgetriebenen Lockheed T-33. Dem folgte Ende 1958 die Einweisung auf den F-104 Starfighter, für die er als erster deutscher Pilot die Lizenz erwarb. Im Anschluss konnte er seine Erfahrungen in einer Verwendung als Inspizient der Jagdflieger im Allgemeinen Luftwaffenamt und als Leiter des Arbeitsstabs F-104 einsetzen. Nach Teilnahme an einem Lehrgang am NATO Defense College in Paris 1964 und einer letzten aktiven fliegerischen Verwendung als 2. Kommodore des JaboG 34 in Memmingen von 1964 bis 1966 wurde er auf Dienstposten in verschiedenen Kommandobehörden verwendet:
- 1966/67: Inspizient „Fliegende Verbände der Luftwaffe“ im Luftwaffenamt, Köln-Wahn
- 1967/68: Kommandeur 3. Luftwaffendivision, Kalkar
- 1968/69: Kommandeur 1. Luftwaffendivision, Meßstetten
- 1969/70: Chef des Stabes der 4. Allied Tactical Air Force (ATAF), Heidelberg
- 1970: Kommandierender General Luftflotte, Köln-Wahn
- 1971–1974: Inspekteur der Luftwaffe, Bonn
- 1974–1975: Deutscher Militärischer Bevollmächtigter im NATO-Militärausschuss, Brüssel

Nachdem Rall bereits wegen der Unfälle mit dem „Starfighter“, die in seine Amtszeit fielen, in die öffentliche Kritik geraten war, führte eine weitere Affäre anlässlich einer Südafrika-Reise Ende 1974 zu seinem Ausscheiden aus dem Amt: Rall reiste unter falschem Namen und auf Kosten der südafrikanischen Regierung in das Land, das wegen der dort herrschenden Apartheid international in der Kritik stand. In Südafrika besuchte Rall das Atomforschungszentrum Pelindaba, sprach mit südafrikanischen Generälen und besichtigte militärische Einrichtungen. Offizieller Reisegrund war der Besuch eines im heutigen Namibia lebenden ehemaligen Kameraden. Am 1. Oktober 1975 entließ Bundesverteidigungsminister Georg Leber Rall. Der beim Ausscheiden übliche Große Zapfenstreich unterblieb, auch weil die SPD-Fraktion angekündigt hatte, dem Zapfenstreich fernzubleiben, woraufhin Rall selbst um die Absage der Veranstaltung gebeten haben will. Er selbst betonte in seinen Memoiren zudem, dass der Besuch einen rein privaten Hintergrund gehabt habe und er ohne eigenes Zutun in Kontakt mit dem südafrikanischen Militär gekommen sei; einzelne Besuche bestimmter Anlagen zählt er allerdings nicht auf.
Rall blieb auch nach seiner aktiven Dienstzeit der Luftwaffe verbunden. In den Jahren 2004/05 setzte er sich mit anderen ehemaligen Luftwaffen-Generalen erfolglos gegen die Entziehung des Traditionsnamens „Mölders“ beim Jagdgeschwader 74 ein, den er ihm während seiner Zeit als Inspekteur der Luftwaffe verliehen hatte. Der Traditionsname wurde im Januar 2005 vom Verteidigungsminister entzogen.

## Auszeichnungen

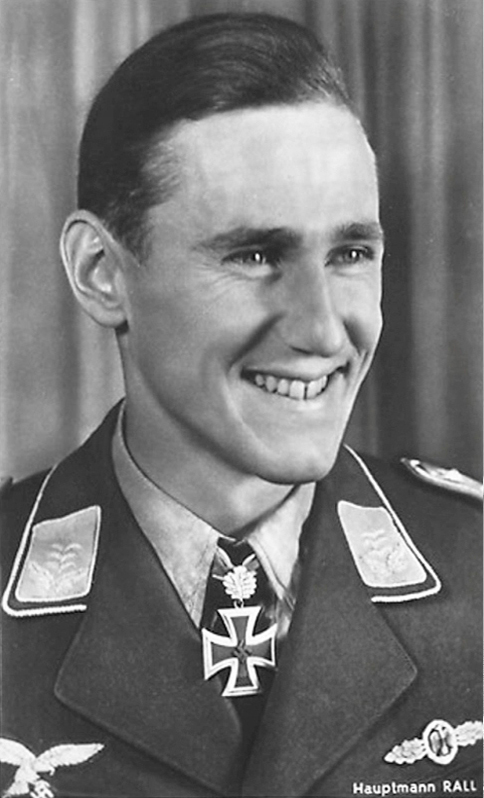
Porträt Hauptmann Günther Rall mit Eichenlaub zum Ritterkreuz, 1942

- Ehrenpokal für besondere Leistung im Luftkrieg
- Eisernes Kreuz (1939) II. und I. Klasse
- Verwundetenabzeichen (1939) in Gold
- Deutsches Kreuz in Gold
- Ärmelband Kreta
- Ritterkreuz des Eisernen Kreuzes mit Eichenlaub und Schwertern
  - Ritterkreuz 3. September 1942 (anlässlich des 65. Luftsieges)
  - Eichenlaub 26. Oktober 1942 (134. Verleihung anlässlich des 100. Luftsieges)
  - Schwerter 12. September 1943 (34. Verleihung anlässlich des 200. Luftsieges)
- Frontflugspange für Jäger in Gold mit Anhänger Einsatzzahl „600“
- zweimalige Nennung im Wehrmachtbericht
- „Honorary Fellow“ der Society of Experimental Test Pilots (SETP)
- Legion of Merit (USA)
- Großes Bundesverdienstkreuz (1973)
- Großes Bundesverdienstkreuz mit Stern

## Privates

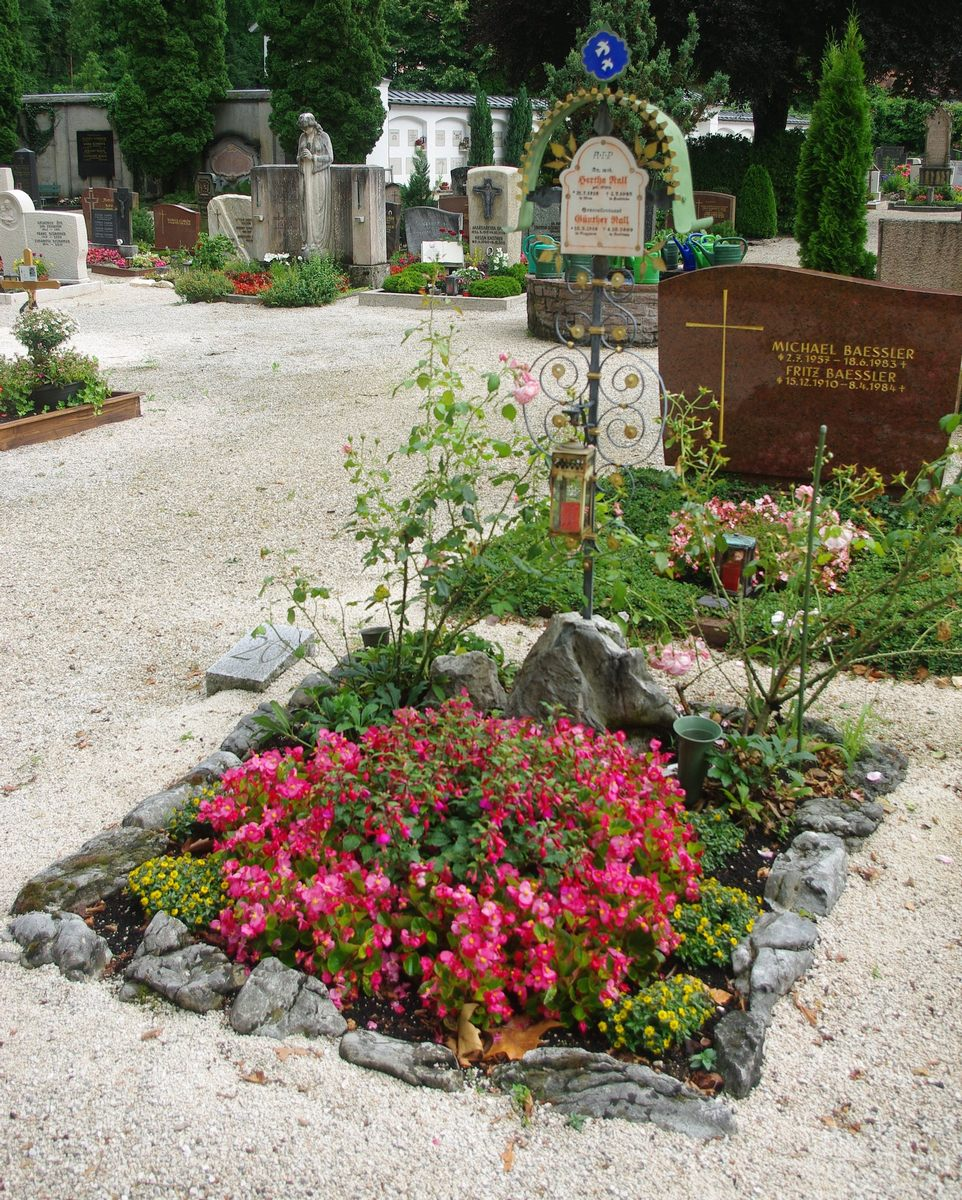
Ralls Grab auf dem Friedhof St. Zeno in Bad Reichenhall

Während der Kämpfe wurde Rall vier Mal schwer verwundet und verbrachte insgesamt 15 Monate im Lazarett.
Bei einem Krankenhausaufenthalt von November 1941 bis Juli 1942 in Wien wurde er von der Ärztin Hertha Schön behandelt. Die beiden heirateten 1943. Ihr erstes Kind, geboren im sechsten Schwangerschaftsmonat, starb im November 1943 wenige Stunden nach der Geburt; ein anderes Kind starb früh. Rall war seit dem 4. Juli 1985 verwitwet. Er lebte zuletzt bei Bad Reichenhall und starb an den Folgen eines Herzinfarktes.

## Schriften
- Günther Rall: Mein Flugbuch. Erinnerungen 1938–2004. NeunundzwanzigSechs, Moosburg 2004, ISBN 978-3-9807935-3-7.